# Omkeerfilm

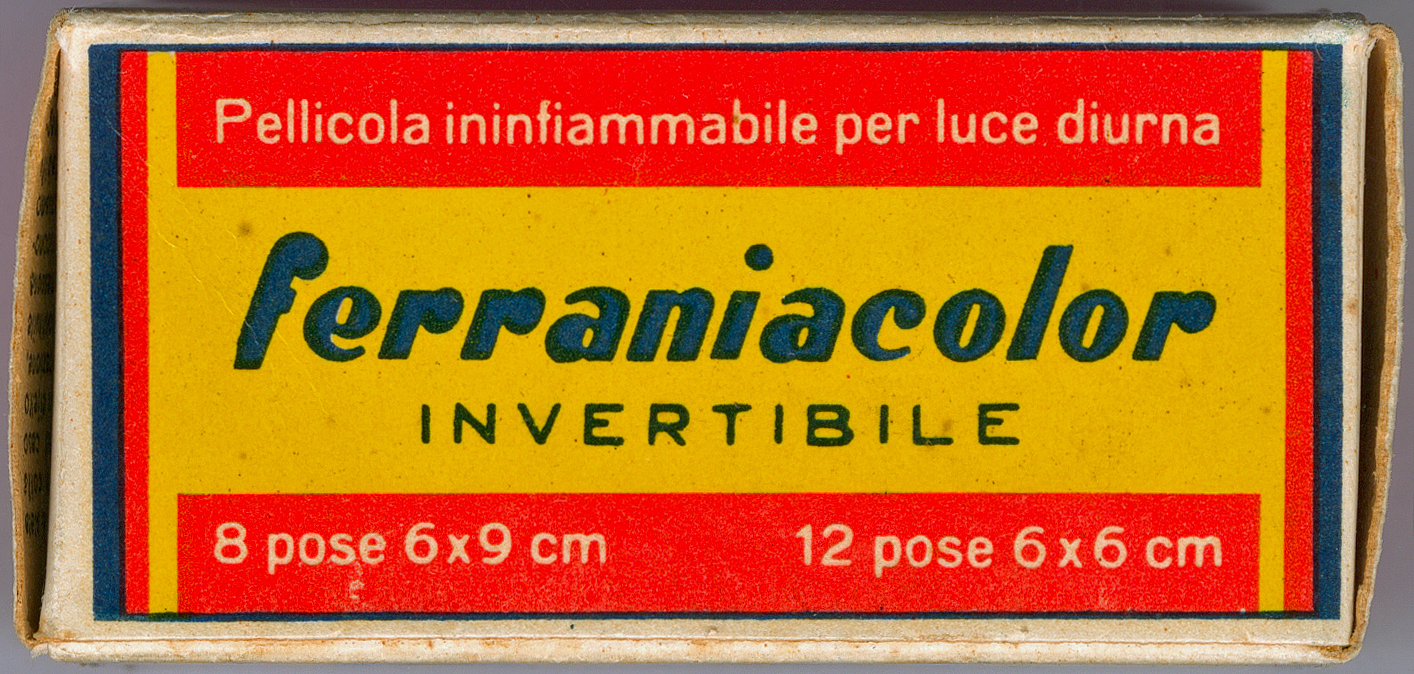
Een populaire en kwaliteitsvolle omkeerfilm uit het midden van de jaren 50 van de twintigste eeuw: het Italiaanse Ferraniacolor type 120 voor middenformaatcamera's

Een omkeerfilm geeft na ontwikkeling diapositieven, wat positieve fotografische beelden op film zijn, in zwart-wit of kleur. Een omkeerfilm wordt ook wel diafilm genoemd.
Bij een 'gewone' film is het ontwikkelde beeld negatief. De kleuren of de zwart-witten zijn omgekeerd. Bij het maken van een afdruk, de meest gebruikelijke presentatiemethode van een negatief, wordt het fotografische proces herhaald, zodat er een positief beeld ontstaat (het negatief-positiefprocedé). 
Eigenlijk bestaat er geen film die direct positieve beelden produceert, maar het kan wel bereikt worden met een speciaal ontwikkelproces. Dit gaat meestal als volgt:
- De film wordt normaal ontwikkeld, maar niet gefixeerd.
- De ontwikkelde delen (het 'zwart' dus) worden verwijderd.
- De film wordt aan licht blootgesteld (tussenbelichting) of "chemisch gesluierd". Alles wat niet ontwikkeld was, wordt dus belicht.
- De film wordt opnieuw ontwikkeld, bij kleurenfilm gebeurt dit met een speciale ontwikkelaar die koppelt met kleurstoffen die in de film aanwezig zijn.
- Hierna wordt het ontwikkelde zwarte zilver gebleekt en gefixeerd, zodat alleen het beeld van de kleurstoffen overblijft.

Het omkeerproces is ook toe te passen op een normale zwart-witfilm of kleurennegatieffilm, maar de resultaten zullen niet bijzonder fraai zijn. Een omkeerfilm is speciaal geschikt gemaakt voor het omkeerproces.
Het nadeel van de omkeerfilm is dat er niet achteraf gecorrigeerd kan worden voor afwijkende belichtingsomstandigheden zoals daglicht of kunstlicht. Er zijn dan ook diafilms beschikbaar die speciaal afgestemd zijn op een bepaalde kleurtemperatuur.
De benaming 'omkeerproces' kan verwarrend zijn, omdat met dit proces de kleuren juist niet worden omgekeerd, terwijl dat met een normale ontwikkeling wel gebeurt.